# Aleksander Glazunov
Aleksander Konstantinovič Glazunov (rusko Алекса́ндр Константи́нович Глазуно́в), ruski skladatelj in dirigent, * 29. julij (10. avgust, ruski koledar) 1865, Sankt Peterburg, † 21. marec 1936, Pariz.

## Življenje
Glazunov se je rodil v družini knjigarnarjev in založnikov, kjer se je veliko muziciralo (mati je bila nadarjena pianistka). Z osmimi leti se je začel učiti klavir, z 11-imi pa komponirati. V večji meri je bil samouk in je izjemno hitro napredoval v glasbenem znanju. Med letoma 1879 in 1881 je študiral harmonijo in kompozicijo pri Rimskem-Korsakovu, ki je bil nad študentovim znanjem izjemno navdušen. Leta 1882 (ko mu je bilo 16 let) je bila izvedena njegova Prva simfonija. Ko je skladatelj pregledal partituro 50 let pozneje, je izjavil, da v tej skladbi ni potrebno spremeniti niti ene note. Resnično, Glazunov je v glasbenem smislu odrastel neobičajno hitro. 
V prvi vrsti je bil skladatelj instrumetalnih del. Nastopal je tudi kot dirigent lastnih del in krstil nekatere simfonične skladbe mlajše ruske skladateljske generacije. Najbolj ponesrečena izvedba je bila praizvedba Simfonije št. 1 Rahmaninova, ko je Glazunov dirigiral pijan, skladba je doživela popoln polom, mladi Rahmaninov pa je za nekaj let padel v depresijo. V zvezi z Glazunovim alkoholizmom je znana tudi zgodba Šostakoviča, katerega oče je delal v univerzitetnem laboratoriju in je v času prohibicije oskrboval Glazunova s 100 % alkoholom, ki je bil sicer namenjen študijskim potrebam. 
Leta 1928 je zapustil Rusijo in potoval po Evropi in ZDA. Umrl je v Parizu.
Glazunov pripada generaciji med Rusko peterko (in Čajkovskim) na eni strani in med skladatelji, kot so Stravinski, Prokofjev, Šostakovič, na drugi strani. Njegov simfonični izraz ne temelji na »barvanju zvoka« z instrumentacijskimi sredstvi, temveč na polifoniji in jasnosti glasbene logike.

## Opus
- Simfonije
  - Simfonija št. 1 E-dur, op. 5 (1880-82)
  - Simfonija št. 2 fis-mol, op. 16 (1886)
  - Simfonija št. 3 D-dur, op. 33 (1890)
  - Simfonija št. 4 Es-dur, op. 48 (1893)
  - Simfonija št. 5 B-dur, op. 55 (1895)
  - Simfonija št. 6 c-mol, op. 58 (1896)
  - Simfonija št. 7 F-dur, op. 77 (1902)
  - Simfonija št. 8 Es-dur, op. 83 (1905/06)
  - Simfonija št. 9 d-mol, o. op. (enostavčni osnutek, 1904-10)
- Ostala simfonična dela
  - 2 uverturi na grške teme (št. 1, g-mol, op. 3, 1881-84, št. 2, D-dur, op. 6, 1881-85)
  - Suite caractéristique op. 9 (1881-87)
  - Stjenka Razin, simfonična pesnitev, op. 13 (1885)
  - 2 koncertna valčka (št. 1 D-dur op. 47, 1893, št. 2 F-dur op. 51, 1894)
  - Balada F-dur, op. 78 (1902)
  - "Iz srednjega veka", suita op. 79 (1901/02)
  - ostale simfonične pesnitve; koračnice, uverture itd.
- Koncerti
  - Violinski koncert a-mol op. 82 (1904)
  - Klavirski koncert št. 1 f-mol op. 92 (1910/11)
  - Klavirski koncert št .2 H-dur op. 100 (1917)
  - "Concerto ballata" C-dur, op. 108 za violončelo in orkester (1931)
  - Koncert za saksofon in orkester, Es-dur op. 109 (1934)
- Odrska dela
  - Raimonda, balet op. 57 (1896/97)
  - Letni časi, balet op. 67 (1898/99)
  - Judovski kralj, glasba za gledališče op. 95 (1913)
- Vokalna glasba
  - Zbori
  - Samospevi
- Komorna glasba
  - Godalni kvartet št. 1 D-dur op. 1 (1881/82)
  - Godalni kvartet št. 2 F-dur op. 10 (1883/84)
  - Godalni kvartet št. 3 G-dur op. 26 "Slovanski kvartet" (1886-88)
  - Godalni kvartet št. 4 a-mol op. 64 (1894)
  - Godalni kvartet št. 5 d-mol op. 70 (1898)
  - Godalni kvartet št. 6 B-dur op. 106 (1920/21)
  - Godalni kvartet št. 7 C-dur op. 107 (1930)
  - Godalni kvartet, A-dur op. 39 (1891/92)
  - Kvartet za 4 saksofone, B-dur, op. 109 (1932)
  - Elegija za violo in klavir op. 44 (1893)
- Klavirska glasba
  - Sonata št. 1 b-mol, op. 74 (1900/01)
  - Sonata št. 2 e-mol, op. 75 (1901)
  - krajše skladbe